# Kierâš
A Kierâš egy Finnországban megjelenő inari számi nyelvű folyóirat. Először 2007. szeptember 6-án jelent meg. Főszerkesztője Petter Morottaja. A folyóirat kiadója az Anarâškielâ servi ("Inari nyelvi bizottság"). A folyóirat hetente egyszer jelenik meg és az inari-számikkal kapcsolatos híreket, történéseket tartalmazza. A lap főszerkesztője szerint a lap olvasóinak száma 65 személy.

## Fordítás
- Ez a szócikk részben vagy egészben  a   Kierâš című finn Wikipédia-szócikk ezen változatának fordításán alapul.  Az eredeti cikk szerkesztőit annak laptörténete sorolja fel. Ez a jelzés csupán a megfogalmazás eredetét és a szerzői jogokat jelzi, nem szolgál a cikkben szereplő információk forrásmegjelöléseként.